# Гаврилова труба
Гаврилова труба (позната такође и као Торичелијева труба) је фигура коју је измислио Еванђелиста Торичели. Ова фигура има бесконачну површину, али ограничену запремину. Име се односи на традицију идентификовања арханђела Гаврила са анђелом који дува у трубу да најави Судњи дан.

Гаврилова труба се добија тако што се узме график {\displaystyle y={\frac {1}{x}}},  са доменом {\displaystyle x\geq 1} (чиме се избегава асимптота у x = 0), и овај график се заротира (како би се добило тродимензионо тело) око икс-осе. Ово тело је откривено коришћењем Кавалијеријевог принципа, пре открића математичке анализе, али се данас анализа користи за израчунавање запремине и површине трубе између x = 1 и x = a, где a > 1. Помоћу интеграције је могуће наћи запремину {\displaystyle V}, и површину {\displaystyle A} тела:
{\displaystyle V=\pi \int _{1}^{a}{1 \over x^{2}}\mathrm {d} x=\pi \left(1-{1 \over a}\right)}
{\displaystyle P=2\pi \int _{1}^{a}{\frac {\sqrt {1+{\frac {1}{x^{4}}}}}{x}}\mathrm {d} x>2\pi \int _{1}^{a}{\frac {\sqrt {1}}{x}}\ \mathrm {d} x=2\pi \ln a}
{\displaystyle a} може бити произвољно велико, али се из једначине може видети да запремина трубе између {\displaystyle x=1}, и {\displaystyle x=a} никад неће прећи {\displaystyle \pi } - међутим, она ће бити све ближа {\displaystyle \pi } како {\displaystyle a} расте. Математичари кажу да запремина тежи {\displaystyle \pi } када {\displaystyle a} тежи бесконачности, што је само још један начин да се каже да је запремина трубе једнака {\displaystyle \pi }. Израз записан помоћу лимеса гласи:
{\displaystyle \lim _{a\to \infty }\pi \left(1-{1 \over a}\right)=\pi }
Што се тиче површине, она је већа од {\displaystyle 2\pi } пута природни логаритам од {\displaystyle a}. Не постоји горња граница за природни логаритам од {\displaystyle a}, како оно тежи бесконачности. То значи, у овом случају, да труба има бесконачну површину. Поново, у запису помоћу лимеса:
{\displaystyle \lim _{a\to \infty }2\pi \ln a=\infty }
У време када је овај објекат откривен, сматран је парадоксним, јер се ротирањем бесконачне површине око икс-осе добија коначна запремина. Неформално, ово се може описати као да је потребна бесконачна количина фарбе да би се офарбала унутрашњост трубе, али би упркос томе било могуће напунити унутрашњу запремину коначном количином фарбе, и на тај начин обавити и унутрашњу површину.
Решење парадокса је у последици да је потребна бесконачна количина фарбе да би се офарбала бесконачна површина ако је слој фарбе константне дебљине; ово у теорији није тачно у унутрашњости трубе, и у пракси је већи део трубе недоступан за фарбу, посебно тамо где је пречник трубе мањи од пречника молекула фарбе. - Ако се узме да је слој фарбе без дебљине, требало би бесконачно дуго времена да фарба стигне све до „краја“ трубе.
Други начин на који се овај „парадокс“ може изложити је следећи: може се попунити труба фарбом, али нема довољно фарбе да се офарба њена спољашњост.